# Lavínová veža
 (signalé en août 2025).
Si vous disposez d'ouvrages ou d'articles de référence ou si vous connaissez des sites web de qualité traitant du thème abordé ici, merci de compléter l'article en donnant les références utiles à sa vérifiabilité et en les liant à la section « Notes et références ».
- Archive Wikiwix
- Bing
- Cairn
- DuckDuckGo
- E. Universalis
- Gallica
- Google
- G. Books
- G. News
- G. Scholar
- Persée
- Qwant
- (zh) Baidu
- (ru) Yandex
- (wd) trouver des œuvres sur Wikidata

Le Lavínová veža ou Gerlachovská kopa  (polonais : Gerlachowska Kopa, Gierlachowska Kopa) est un sommet de la Slovaquie et de la chaîne des Hautes Tatras qui appartient aux montagnes des Carpates occidentales. Il culmine à 2 600 mètres d'altitude.

## Première ascension
La première ascension connue date de 1904 et fut réalisée par Janusz Chmielowski, Klemens Bachleda et Stanisław Stopka.